# アーネンエルベ

アーネンエルベのエンブレム

アーネンエルベ（Ahnenerbe、「祖先の遺産」の意）は、ナチス・ドイツに存在した公的研究機関。アーリア人種の人種学や歴史学の研究を行うことを目的として、親衛隊全国指導者であったハインリヒ・ヒムラーらによって1935年に設立された。先史時代や神話時代の「北方人種」が世界を支配していたことを証明するための様々な研究活動を行っていた。

## 成立の経緯

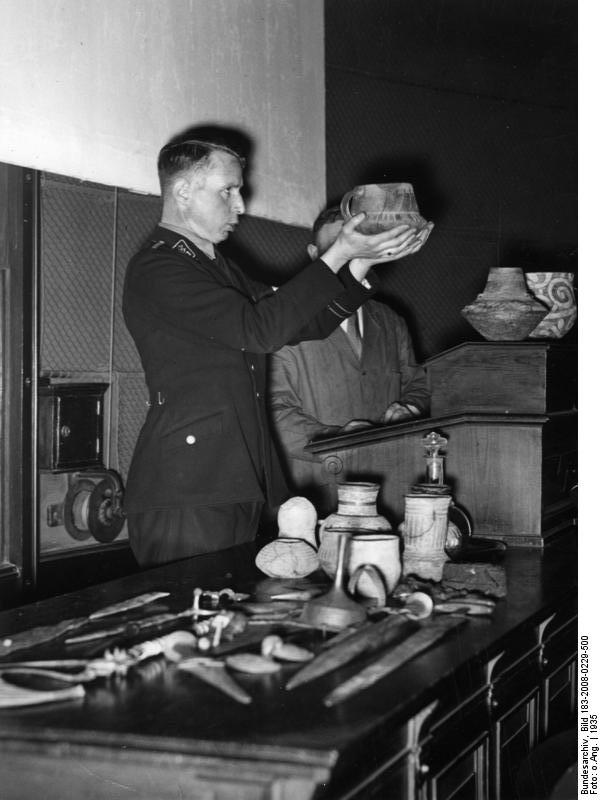
先史時代についての講義を行うアレクサンダー・ラングスドルフ（de）教授（後ろ）とLSSAH隊員

1929年にヒムラーはまだ規模が小さかった親衛隊の全国指導者に任じられた。彼の下で親衛隊は規模を急拡大させ、1929年には300人だった隊員数は1931年には1万人を超えた。
ある程度規模が育ってきたことで、ヒムラーは親衛隊員をもっと厳しく選抜して長身・金髪・碧眼の北方人種によるエリート集団にすることを目指すようになった。そのため1931年には親衛隊人種及び移住本部（Rasse und Siedlungshauptamt der SS; RuSHA）が設立され、リヒャルト・ヴァルター・ダレが本部長に任じられた。RuSHAは新しい親衛隊員に対してルーン文字はじめ「北方人種の歴史」の教育を行うようになった。
1935年7月1日、ヒムラーはベルリンの親衛隊本部でダレやヘルマン・ヴィルト（de:Herman Wirth）博士ら5名の人種学の専門家とされていた人々と会談。この席場で彼らは「ドイツ先祖遺産・古代知識の歴史と研究協会（Deutsches Ahnenerbe - Studiengesellschaft für Geistesurgeschichte）」というドイツの「古代知識」の研究機関を発足させることに合意した。
1937年以降にこの機関の名称を短縮し、「アーネンエルベ」となる。総裁はこの会談の合意によりヴィルトと決まった。またヴォルフラム・ジーヴァス博士が事務長に任じられ、実務を仕切った。1937年初めにヴィルトはアーネンエルベを去り、代わってミュンヘン大学の学部長でインド研究家であったヴァルター・ヴュスト（de:Walther Wüst）博士が総裁となっている。ヴュストは、就任直後アーネンエルベの本部を拡張移転するため、30万ライヒスマルクをかけてダーレム近郊に新しい本部を建設している。「ヒムラーのラスプーチン」と呼ばれた親衛隊の怪人物カール・マリア・ヴィリグートとも密接に連絡を取りあっていた。
アーネンエルベは1939年1月から正式に親衛隊の下部組織となり、ヒムラーの副官カール・ヴォルフの親衛隊全国指導者個人幕僚部の傘下に置かれた。以降、ドイツの敗戦で親衛隊が消滅するまで、真面目な科学的領域から怪しげなオカルトまで、様々な研究を行っていた。

## 活動・研究
機関紙『ゲルマニア』を発行し、アーリア民族の優秀性をアピールすべく、カナリア諸島の原住民グアンチェ族は金髪であったという伝説を信奉し、現地で発掘されたミイラを収集したり、オランダの湿地帯から発掘されたミイラをアーリア人の祖とこじつけたりするなど、疑似科学やミイラの金髪伝説を宣伝した。
活動研究には多くのドイツ学者が参加したが、彼らは戦後特に裁かれることもなく大学や研究機関に復職している。

## 研究部門
アーネンエルベの設立理由である考古学関係の部署が最も巨大な部署であったが、それ以外にもアーネンエルベには様々な部署が存在していた。以下はアーネンエルベに存在した部門の一覧である。

### 社会科学
- インドゲルマニア＝アーリア言語及び芸術研究 (Indogermanisch-arische Sprach- und Kulturwissenschaft)
- インドゲルマニア＝ドイツ言語及び文化研究 (Indogermanisch-germanische Sprach- und Kullturwissenschaft)
- ドイツ文化研究及び地形学 (Germanische Kulturwissenschaft und Landschaftskunde)
- ドイツ言語研究及び地形学 (Germanische Sprachwissenschaft und Landschaftskunde)
- インドゲルマニア信仰史 (Indogermanische Glaubengeshichte)
- インドゲルマニア歴史法学 (Indogermanische Rechtsgeschichte)
- インドゲルマニア＝ドイツ音楽 (Indogermanisch-deutsche Musik)
- ゲルマニア・ドイツ民俗学 (Germanisch-deutsch Volkskunde)
- ドイツ民族研究及び民俗学 (Deutsche Volksforschung und Volkskunde)
- 民話、伝説及び神話 (Volkserzählung, Märchen und Sagenkunde)
- ルーン文字、アルファベット、シンボル (Runen, Schrift und Sinnbildkunde)
- 家柄および家紋 (Hausmarken und Sippenzeichen)
- 場所測定及び地形シンボル (Ortung und Landschaftssinnbilder)
- 発掘 (Ausgrabungen)
- ドイツ建築 (Germanisches Bauwesen)
- 遺跡研究 (Wurtenforschung)
- 先史学 (Urgeschichte)
- ケルト族研究 (Keltische Volksforschung)
- インドゲルマニア＝フィンランド文化関係 (Indogermanisch-finnische Kulturbeziehungen)
- 古典考古学 (Klassische Archäologie)
- 古典古代学 (Klassische Altertumswissenschaft)
- 古代史 (Alte Geschichte)
- 中世および近世史 (Mittlere und Neuere Geschichte)
- ギリシャ文献学 (Griechische Philologie)
- ラテン文献学 (Lateinische Philologie)
- 中世ラテン語 (Mittellatein)
- 中央アジア及び探検 (Innerasien und Expeditionen)
- 西アジア (Vorderer Orient)
- 東アジア研究所 (Ostasien-Institut)
- 東洋インド学 (Orientalistische Indologie)
- 北西アフリカ文化研究 (Nordwestafrikanische Kulturwissenschaft)
- 哲学 (Philosophie)

### 自然科学
- 総合自然科学 (Gesamte Naturwissenschaft)
- 自然歴史の記述と応用 (Darstellende und angewandte Naturkunde)
- 生物学 (Biologie)
- 昆虫学 (Entomologie)
- 天文学 (Astronomie)
- 馬の繁殖 (Pferdezucht)
- 植物学 (Botanik)
- 植物遺伝学 (Pflanzengenetik)
- 洞窟学 (Karst- und Höhlenkunde)
- 自然科学の先史 (Naturwissenschaftliche Vorgeschichte)
- 動物地理学及び動物史 (Tiergeographie und Tiergeschichte)
- 応用地質学 (Angewandte Geologie)
- 地球年代学 (Geologische Zeitmessung)
- 地球物理学 (Geophysik)
- 核物理学 (Kernphysik)
- 民間医学 (Volksmedizin)
- 骨学 (Osteologie)
- 所謂オカルト科学の調査 (Ueberprüfung der sogenannten Geheimwissenschaften)
- 軍事科学的な応用研究 (Wehrwissenschaftliche Zweckforschung)